# Benina nemzetközi repülőtér
A Benina nemzetközi repülőtér (IATA: BEN, ICAO: HLLB) (arab: مطار بنينة الدولي) egy repülőtér, amely Bengázit szolgálja ki Líbiában. Benina városrészben található, 19 kilométerre keletre Bengázitól, ahonnan a nevét is kapta. A repülőteret a Líbiai Polgári Repülési és Meteorológiai Hivatal üzemelteti, és a Tripoli nemzetközi repülőtér után a második legnagyobb az országban. A repülőtér a Buraq Air és a Libyan Airlines másodlagos csomópontja is. 2014. július 17-től a térségben zajló harcok miatt a repülőtérre közlekedő összes járatot felfüggesztették.

## Története
1917-ben a Regia Aeronautica repülőtere volt. A második világháború alatt a repülőteret az olasz 15°Stormo, majd az Egyesült Államok hadseregének kilencedik légiereje használta. A Soluch repülőtér néven is ismert létesítményt a 376. bombázócsoport használta, amely 1943. február 22. és április 6. között B-24 Liberator nehézbombázókkal teljesítette a küldetéseit a repülőtérről. A repülőtérről indult az amerikai támadás a ploesti olajfinomítók ellen 1943 augusztusában 178 darab B-24-es bombázóval (Tidal Wave hadművelet), miután 1943 júniusában az olasz "Arditi" ejtőernyősök támadása megsemmisített néhány szövetséges repülőgépet.

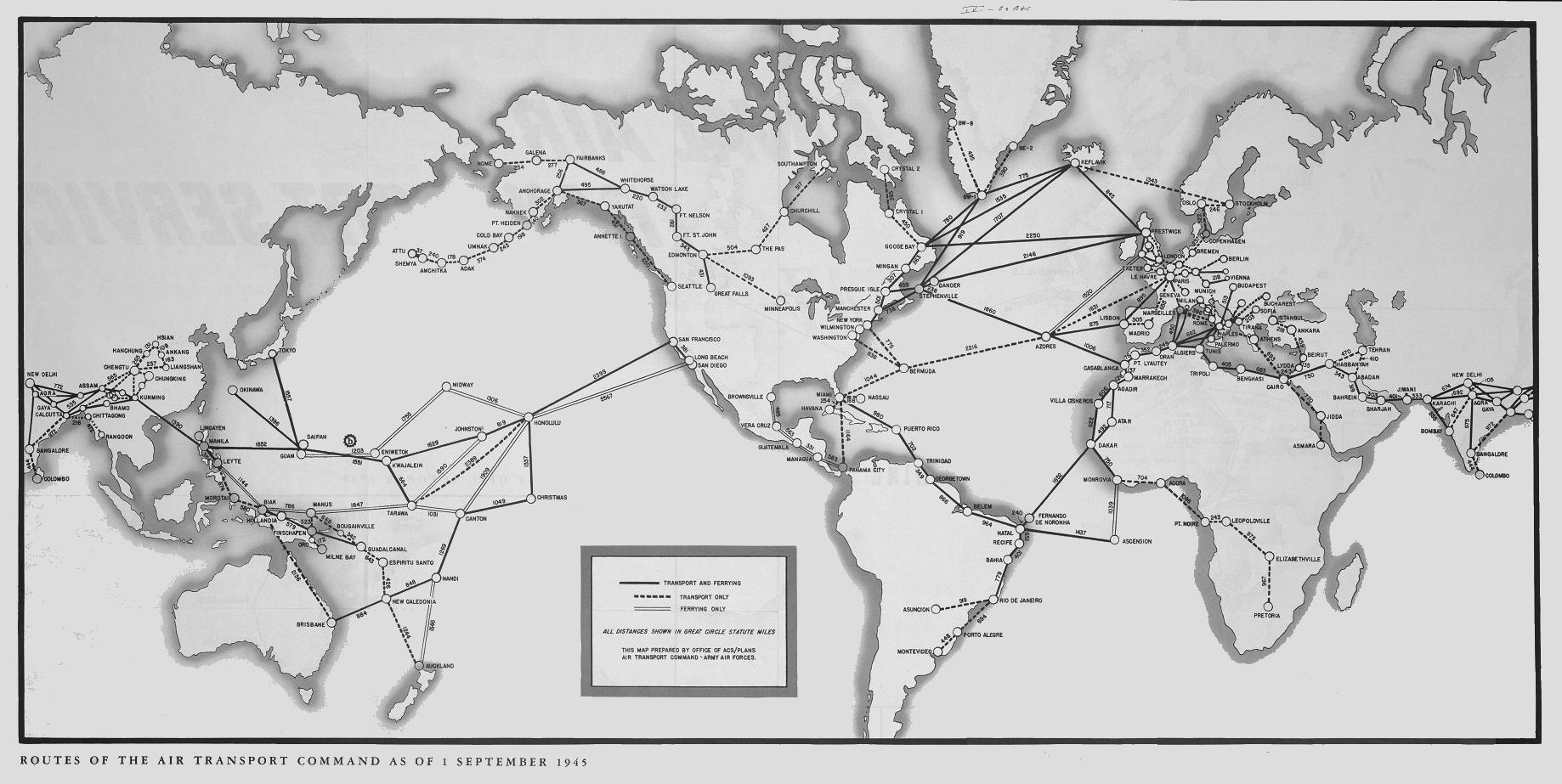
Az Amerikai Egyesült Államok Légierejének Légi Szállítási Parancsnokságának útvonalai, 1945. szeptember 1.

Miután a harci alakulatok nyugatra vonultak, a Légi Szállítási Parancsnokság logisztikai központként használta. Az észak-afrikai Kairó-Dakar szállítási útvonalon a Tripoli melletti Mellaha Field felé tartó útvonalon a rakomány, az áthaladó repülőgépek és a személyzet számára megállóhelyként szolgált.
Egy új, 5 millió utas befogadására alkalmas terminált kellett volna kialakítania a repülőtér meglévő kifutópályájától északra a kanadai SNC-Lavalin cégnek, egy 2008-tól odaítélt 720 millió dínár (415 millió euró) értékű szerződés keretében. A végső költséget 1,1 milliárd dínárra (630 millió euró) becsülték. A Tripoli nemzetközi repülőtérhez hasonlóan az új terminált is az Aéroports de Paris Engineering tervezte. Az előzetes munkálatok és a helyszín előkészítése 2008 májusában kezdődött el, de továbbra sem tisztázott, hogy a terminál mikor kezdheti meg működését. A Benina nemzetközi repülőtérre vonatkozó szerződés egy új nemzetközi terminál, egy kifutópálya és a hozzá tartozó forgalmi előtér építését foglalta magában. Az új terminál része lett volna annak a kiterjedt új infrastrukturális programnak, amelyet a líbiai kormány az egész országban végrehajtott volna.
2011 márciusában a Moammer Kadhafihoz hű erők lebombázták a repülőteret. A létesítményekben nem keletkezett kár.
A repülőteret 2014. május 16-án zárták le, mivel a térségben összecsapások voltak a milíciák és a Halifa Haftár tábornagyhoz hű erők között. 2014. augusztus 1-jével a nemzetközi légitársaságok felfüggesztették a Líbiába induló összes járatukat. 2015. augusztus 5-től a repülőteret bezárták az utasforgalom elől.
A Bengáziban zajló harcok miatt három évig tartó zárva tartó repülőtér 2017. július 15-én kinyitotta kapuit a kereskedelmi járatok előtt.

## Katonai használat
A Le Monde beszámolója szerint a francia különleges erők a repülőteret használták hadműveleteik kivitelezésére.

## Légitársaságok és célállomások
| Légitársaság        | Célállomások                                                                       |
| ------------------- | ---------------------------------------------------------------------------------- |
| Afriqiyah Airways   | Alexandria, Ammán, Kairó, Isztambul, Kartúm, Kufra, Tripoli–Mitiga, Tunisz, Zintan |
| Berniq Airways      | Tripoli–Mitiga                                                                     |
| Buraq Air           | Tripoli–Mitiga                                                                     |
| Cham Wings Airlines | Damaszkusz                                                                         |
| EgyptAir            | Kairó                                                                              |
| Libyan Airlines     | Alexandria, Ammán, Isztambul, Kufra, Tripoli–Mitiga, Tunisz                        |
| Tunisair            | Tunisz                                                                             |

## Balesetek és incidensek
- 1943. április 4-én a Lady Be Good, egy második világháborús B-24 Liberator, amely a repülőtéren állomásozott, egy olaszországi bombázó bevetésről visszatérve eltévesztette a repülőteret. A repülőtértől 699 kilométerre délkeletre a líbiai-sivatagban zuhant le, és 15 évre elveszett.[16]
- 1958. augusztus 9-én a Central African Airways 890-es járata, egy VP-YNE lajstromú Vickers Viscount lezuhant a Benina nemzetközi repülőtértől 9 kilométerre délkeletre. A fedélzeten tartózkodó 54 ember közül 36 elhunyt.[17]
- 1977. december 2-án a Libyan Arab Airlines Tupoljev Tu-154-es repülőgépe nem tudott leszállni a Benina nemzetközi repülőtéren a sűrű köd miatt. Amikor a személyzet nem tudott egy alternatív repülőteret találni, elfogyott az üzemanyag. Kényszerleszállást hajtottak végre. A fedélzeten tartózkodó 165 ember közül 59 életét vesztette.[18]

## Futópályák
A repülőtér futópályái:
- 15R/33L (3576 m, 45 m, aszfalt)
- 15L/33R (3576 m, 45 m, aszfalt)

## Fordítás
Ez a szócikk részben vagy egészben  a   Benina International Airport című angol Wikipédia-szócikk ezen változatának fordításán alapul.  Az eredeti cikk szerkesztőit annak laptörténete sorolja fel. Ez a jelzés csupán a megfogalmazás eredetét és a szerzői jogokat jelzi, nem szolgál a cikkben szereplő információk forrásmegjelöléseként.

## Lásd még
- Mitiga nemzetközi repülőtér
- Miszrátai repülőtér